# Lüftlmalerei

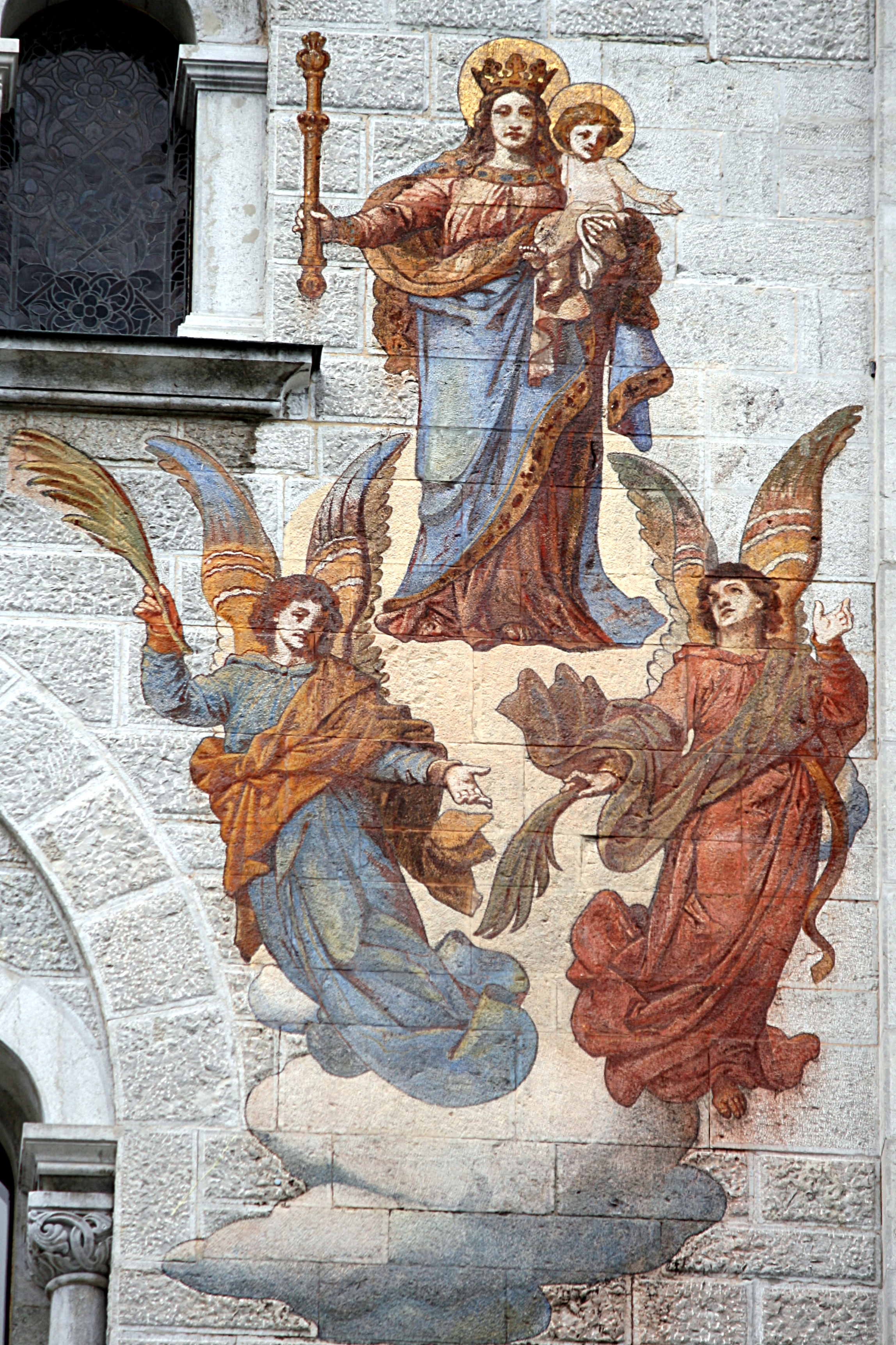
19e-eeuwse Lüftlmalerei op de gevel van Kasteel Neuschwanstein, Beieren.

Lüftlmalerei is een Duitse term die verwijst naar de kunstvorm van gevelschilderingen met name in de landelijke gebieden in Zuid-Duitsland en Oostenrijk. De term wordt door kunsthistorici gebruikt voor het beschrijven van polychrome gevelfresco's.
Deze vorm van landelijke volkskunst is hoofdzakelijk in de Alpen en Beieren terug te vinden. De streek rond Oberammergau, Mittenwald en Garmisch-Partenkirchen is beroemd vanwege de vele voorbeelden van Trompe-l'oeil schilderingen.

## Afbeeldingen

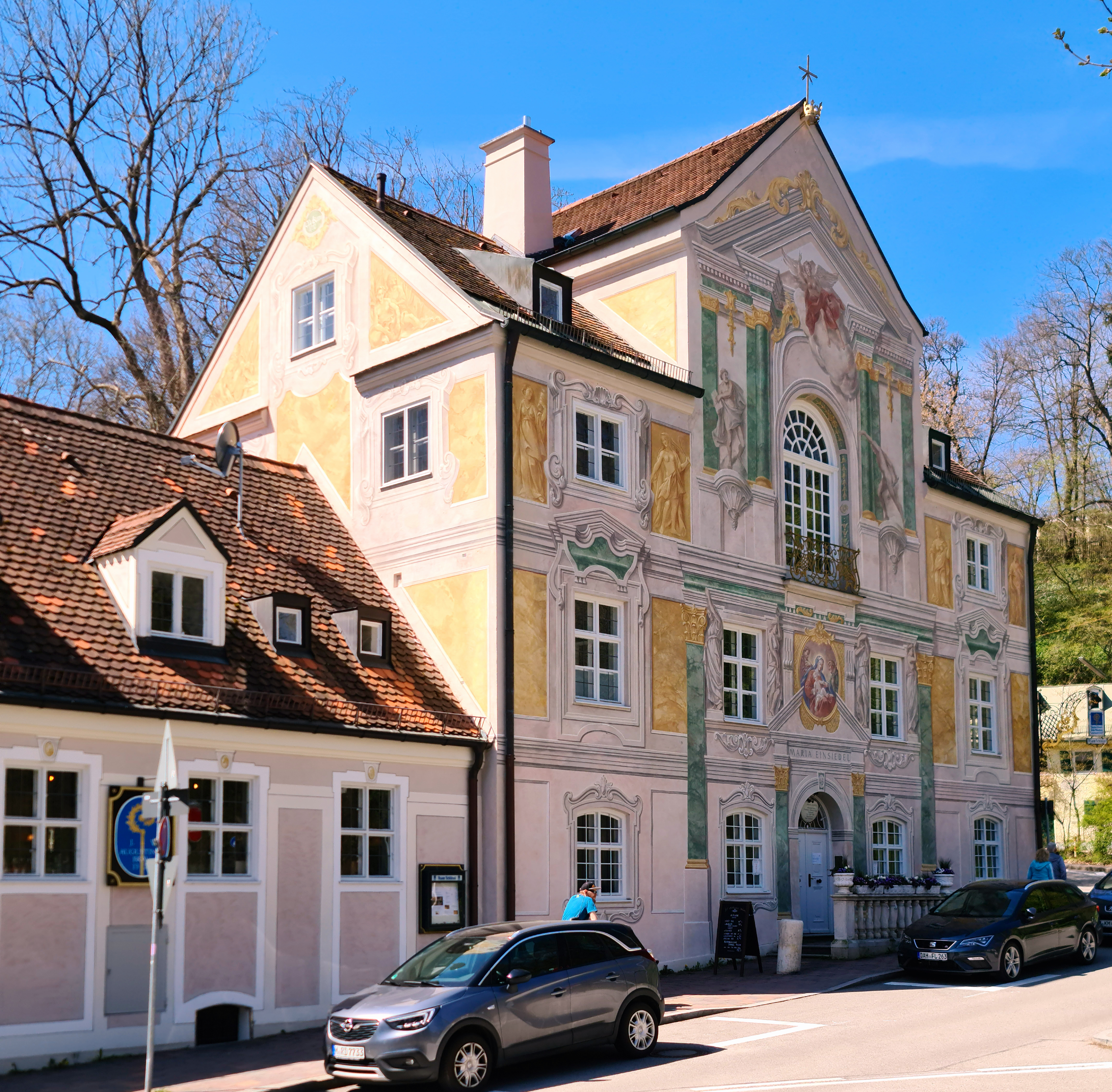
18e-eeuws Asam-Schlössl, Munchen.
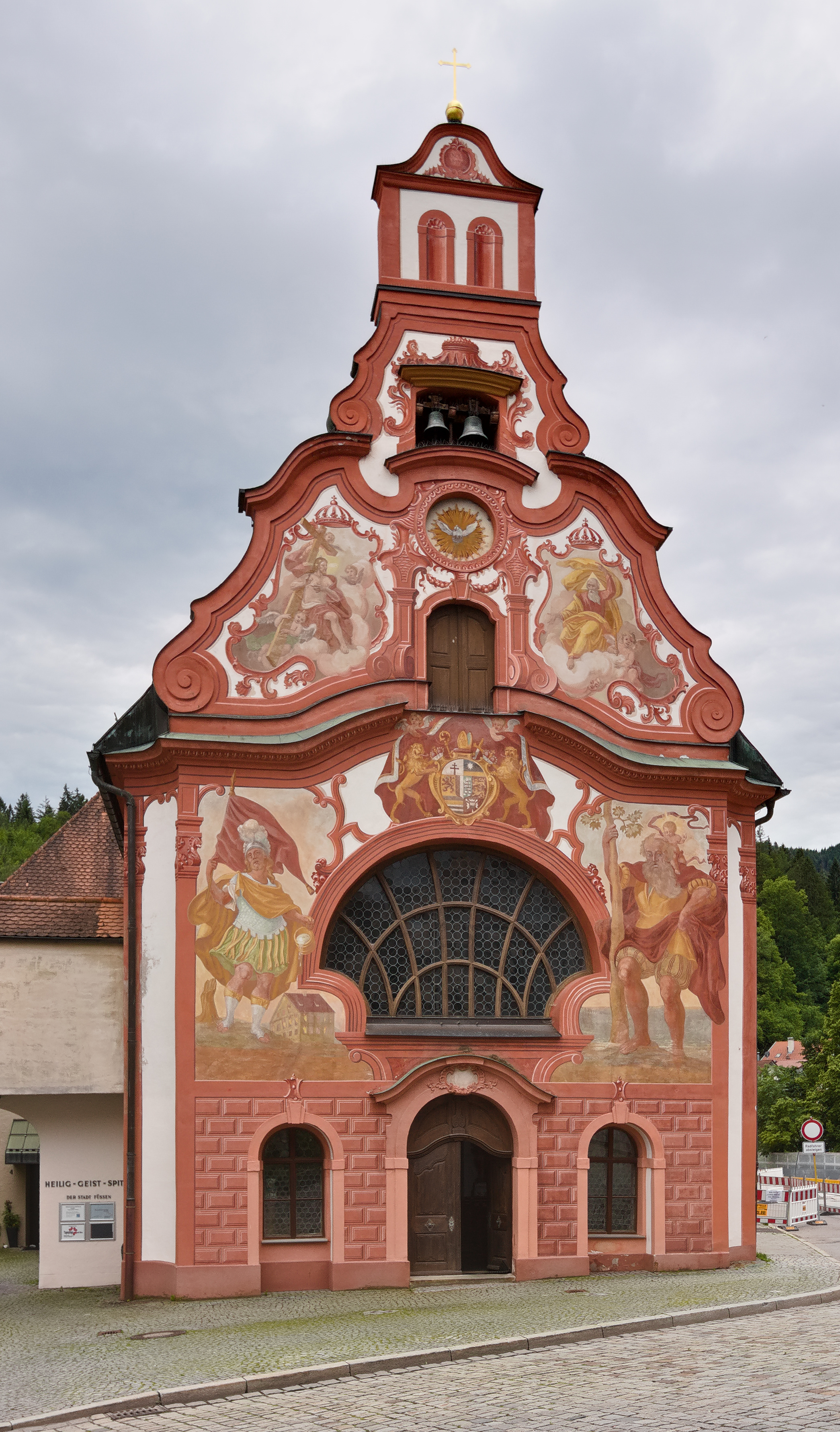
Spitalkirche, Füssen
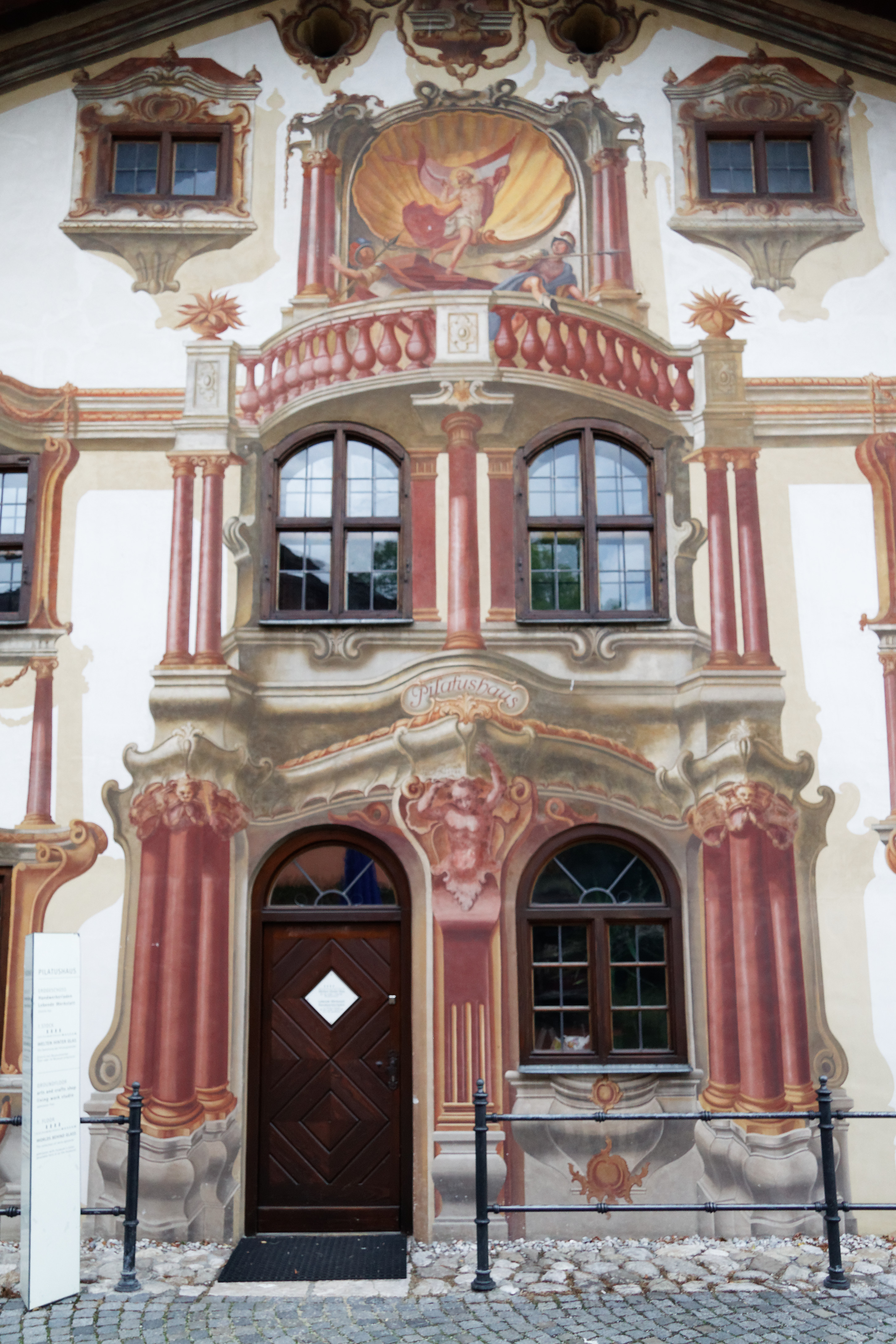
Pilatushaus Oberammergau
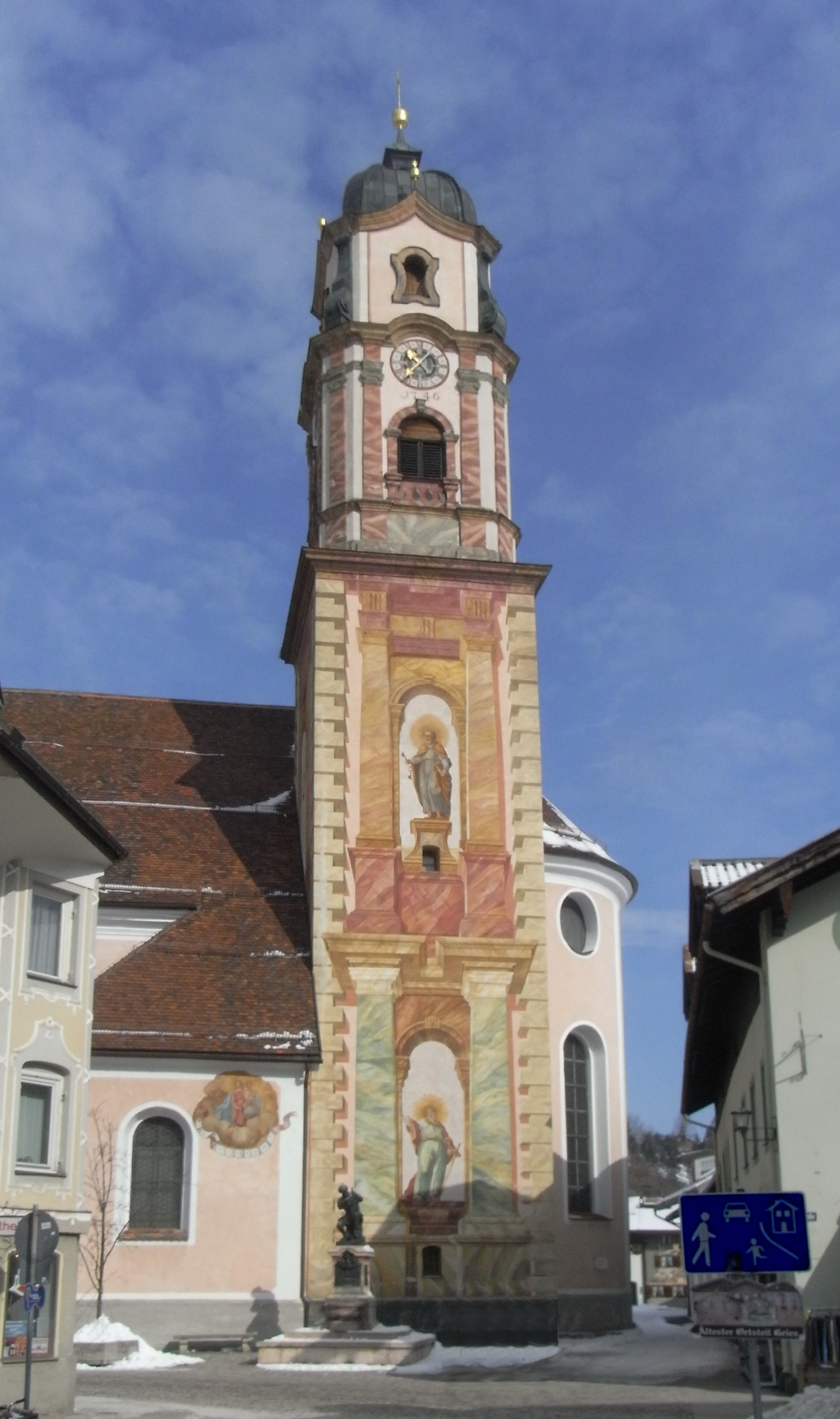
Kerktoren St-Pieterskerk, Mittenwald
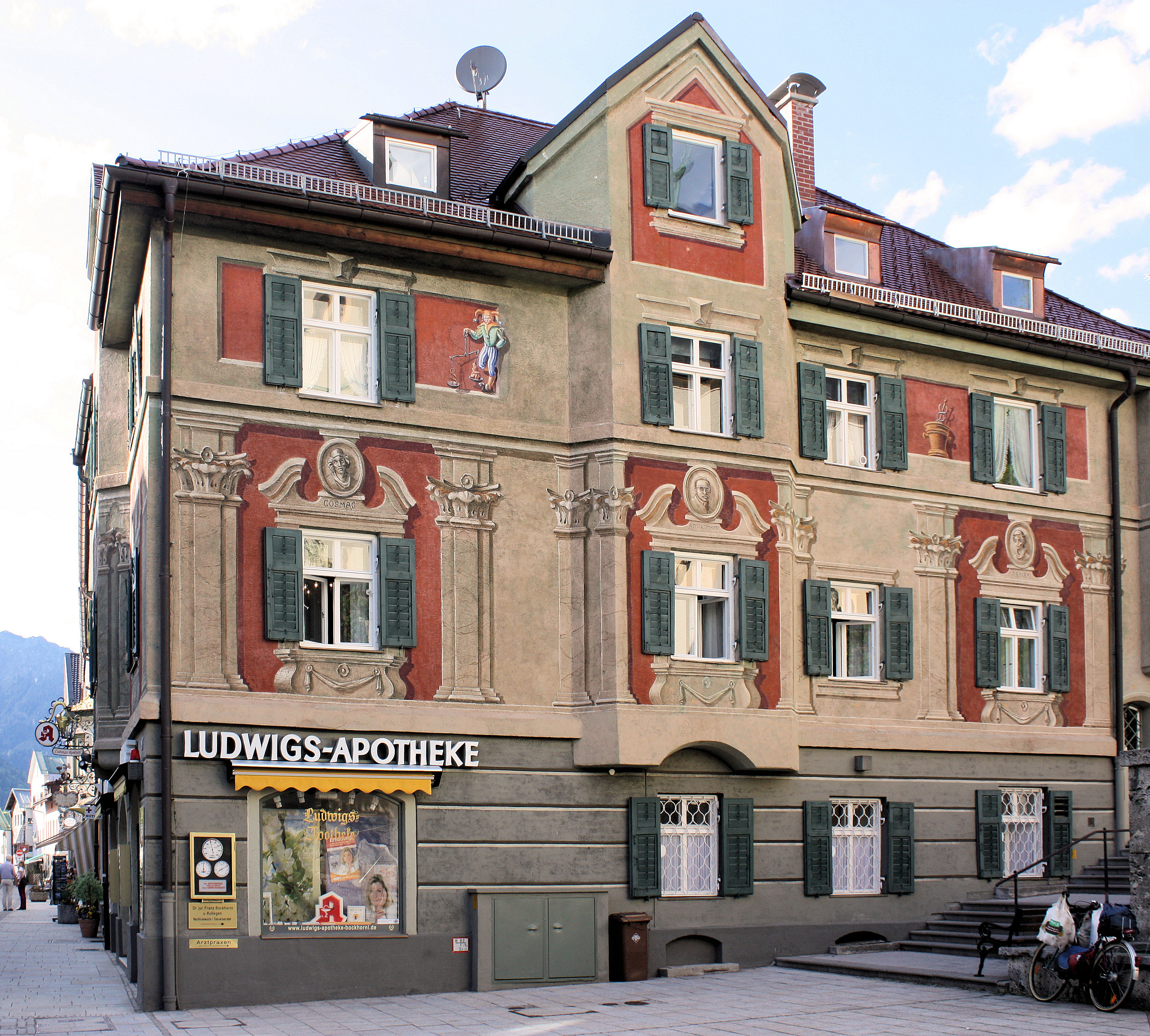
Ludwigs-Apotheke, Garmisch-Partenkirchen